# Pałac we Frysztacie
Pałac we Frysztacie (czes. Zámek Fryštát) – zabytkowy pałac znajdujący się w granicach miasta Karwiny, przy rynku frysztackim, stanowiącym historyczne centrum miasta.

## Historia

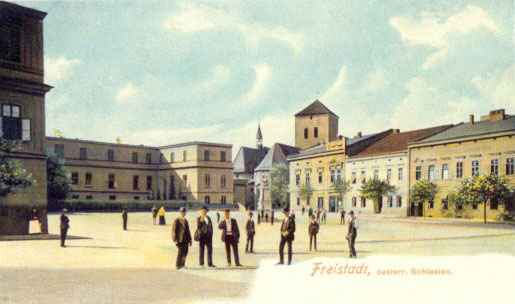
Pałac i kościół Podwyższenia Krzyża na starej pocztówce

Początki obiektu sięgają średniowiecza i początków Frysztatu jako samodzielnego miasta. Od XIV wieku znajdował się tutaj drewniany, gotycki zamek, postawiony przez Piastów cieszyńskich, dla których była to druga, po Cieszynie, siedziba rodowa. Zamek służył przede wszystkim jako warownia na pograniczu Śląska i Moraw, strzegąc dróg handlowych do Polski. Kiedy spłonął podczas pożaru w 1511, książę Kazimierz II odbudował go w stylu wczesnorenesansowym z kamienia i cegły. Była to wówczas, druga po Cieszynie rezydencja piastowskich książąt cieszyńskich, którzy to udzielili miastu licznych przywilejów. Mimo tego szybko opuścili Frysztat, gdyż w 1570 przeprowadzili się do nowej rezydencji - pałacu Raj. W 1572 tzw. państwo frysztackie odkupili od Piastów Cyganowie (czes. Cikán) ze Słupska. Od tego momentu zaczynają się dzieje związane z kolejnymi rodami szlacheckimi.
Cyganowie byli właścicielami zamku do 1637 – po wojnie trzydziestoletniej, jako wyznawcy luteranizmu, musieli ze Śląska uciekać. Wcześniej, w 1617 zamek uszkodził pożar, a później przemieszczające się przez Frysztat wojska. Kupił go katolicki szlachcic Zdeněk Žampach z Potštejna, ale już po dwóch latach sprzedał. Potem krótko władał nim Henryk Wacław Podiebradowicz (czes. Jindřich Václav z Minstrberka; potomek króla Jerzego z Podiebradów), ale budowla nadal niszczała. W 1650 kolejnymi właścicielami zostali hrabiowie Gaschinowie (czes. Gašínové) z Gašína, którzy uczynili z niego siedzibę rodową. Dokonali też remontu oraz niewielkich przebudów w stylu barokowym. W latach 1738–1749 zamek czterokrotnie zmieniał właścicieli. Nowymi, którzy zostali na dłużej, byli hrabiowie Taaffe, ale zamek znowu podupadł, gdyż częściowo zniszczył go kolejny pożar.
W 1792 Frysztat i zamek kupił hrabia Jan Larisch von Mönnich i całkowicie go przebudował w stylu empire. Dodał także nowe skrzydło (tzw. Lottyhaus) i w ten sposób powstał pałac miejski w kształcie litery "U", tworzący jedną z pierzei rynku. W 1804 założyli za zamkiem rozległy park w stylu angielskim. Przy pobliskim kościele katolickim Podwyższenia św. Krzyża Larischowie wybudowali także rodowy grobowiec; oprócz niego w sąsiedztwie pałacu powstały pralnie i łaźnie, a przy niedalekim potoku domek letni w stylu szwajcarskim.
W II połowie XIX wieku rosła ranga rodu Larischów (jeden z nich, Jan, został m.in. austriackim ministrem finansów), którzy zaczęli poszukiwać większej siedziby. W 1873 wybudowali neorenesansowy pałac w Solcy i od tego czasu pałac we Frysztacie spełniał już tylko głównie funkcje gospodarcze, choć przez jakiś czas mieszkał też w nim Georg Larisch, do 1896 mąż Marii Larisch, bratanicy cesarzowej Elżbiety).
Na początku XX wieku odwiedziło go jednak kilku znakomitych gości - m.in. arcyksiążę Franciszek Ferdynand, następca austriackiego tronu, cesarz niemiecki Wilhelm II oraz car bułgarski Ferdynand I Koburg. W tym czasie Larischowie byli jednymi z głównym właścicieli przemysłu wydobywczego (kopalnie węgla) w Księstwie Cieszyńskim.
Po utworzeniu Czechosłowacji pałac pozostał w ręku Larischów - ostatnim właścicielem był hrabia Jan, który się w nim urodził, ale przebywał rzadko, rezydując głównie w pałacu Solca. W 1945 pałac skonfiskowały władze i utworzyły w nim Miejską Radę Narodową, a także siedzibę jednej z kopalni, natomiast wyposażenie częściowo rozkradziono; to co ocalało, porozmieszczano po różnych muzeach, bibliotekach i innych instytucjach. W latach 50. i 60. XX wieku kilkakrotnie przebudowano fragmenty wnętrz, nie przejmując się zachowaniem zgodności z potrzebami konserwatorskimi. Dopiero kiedy w 1990 obiekt wraz z parkiem stał się własnością miasta Karwina przeprowadzono gruntowną rekonstrukcję głównej części pałacu (m.in. odsłonięto cenne polichromie) i przywrócono mu wygląd z okresu rodu Larisch. W 1997 udostępniono go zwiedzającym.

## Pałac obecnie

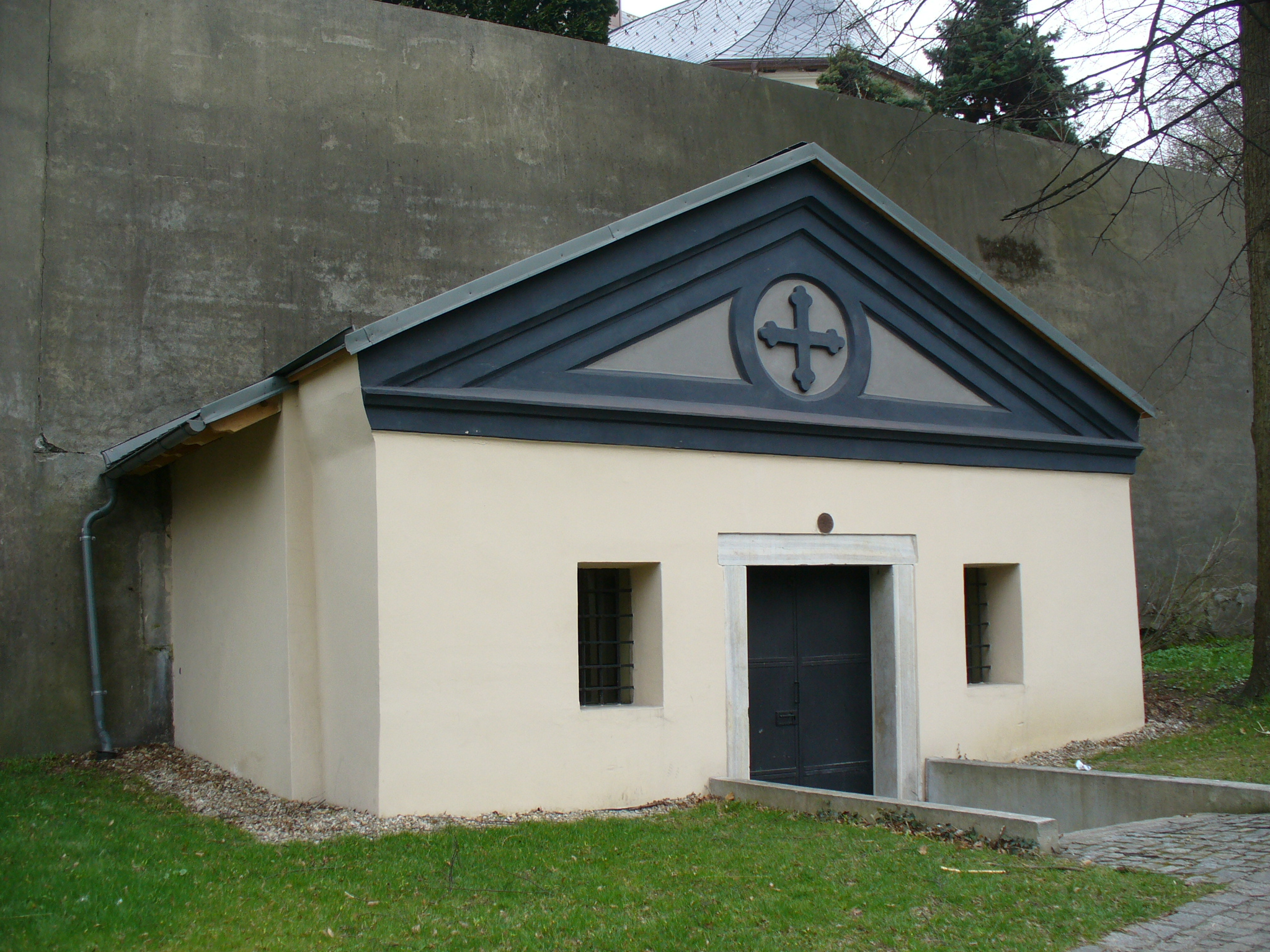
Grobowiec Larischów w pobliżu pałacu

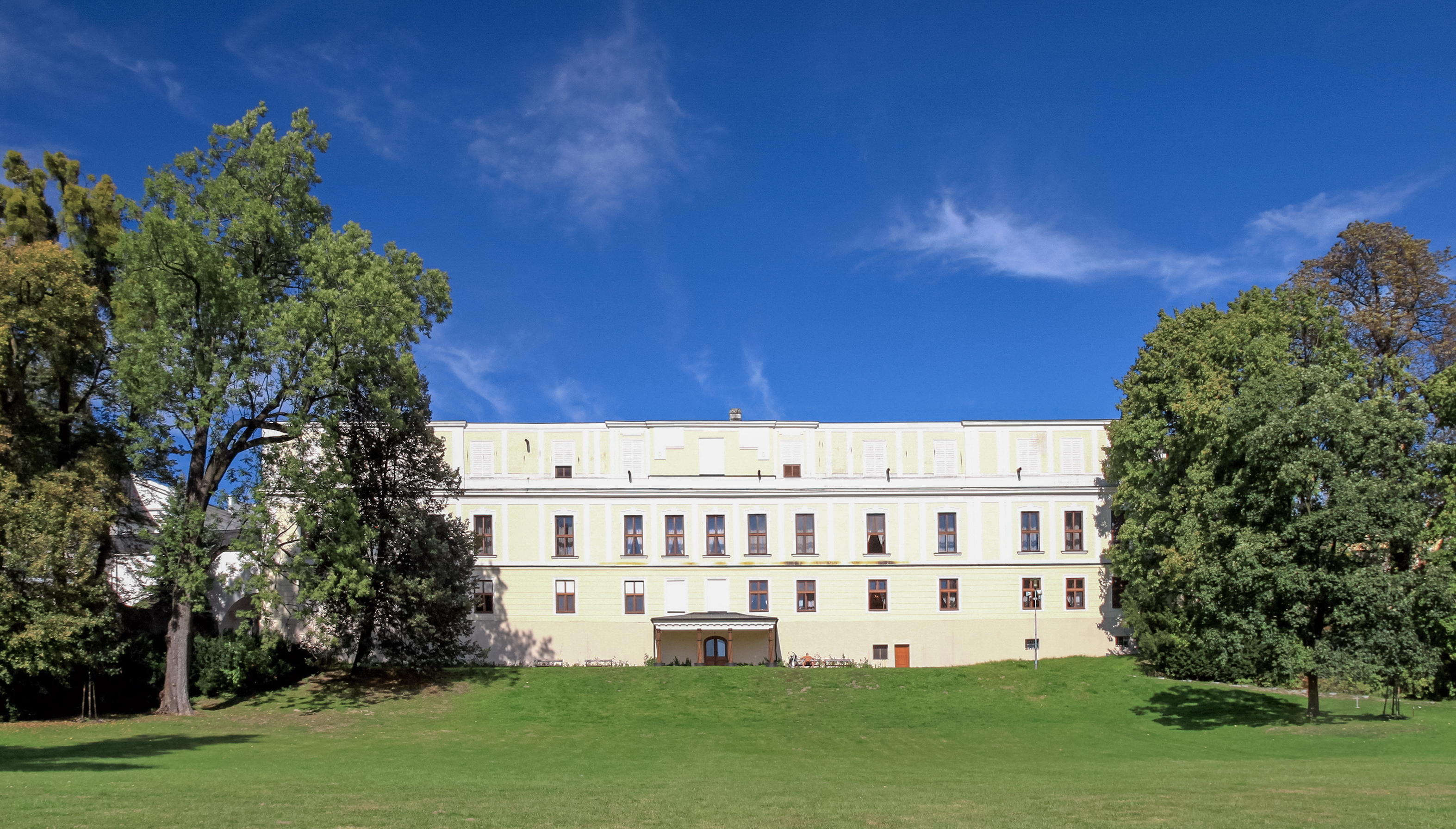
Pałac we Frysztacie od strony południowej

W pałacu mieści się muzeum wnętrz zabytkowych, a eksponatami są przedmiotu pochodzące także z innych larischowskich zamków, które nie dotrwały do czasów współczesnych - Raju i Solcy.
Jedno ze skrzydeł - tzw. Lottyhaus - udostępniono do zwiedzania dopiero w 2003. Znajduje się tam filia Galerii Narodowej z Pragi i prezentuje zbiory czeskiej sztuki z XIX wieku.
Obok pałacu położony jest dawny park angielski - park Boženy Němcovéj o powierzchni 36 ha, jedno z ulubionych miejsc spacerowych mieszkańców miasta.
Pałac pozostaje jednym z najcenniejszych zabytków uprzemysłowionego regionu Karwiny. Na placu przed wejściem do głównej części postawiono pomnik prezydenta Tomáša Masaryka. W okresie monarchii habsburskiej stał w tym miejscu pomnik cesarzowej Marii Teresy.